# Streuobstwiesen Kleingemünd
Die Streuobstwiesen Kleingemünd sind ein am 13. September 2013 vom Regierungspräsidium Karlsruhe durch Verordnung ausgewiesenes Naturschutzgebiet auf dem Gebiet der Stadt Neckargemünd im Rhein-Neckar-Kreis.

## Lage
Das 15,7 Hektar große Schutzgebiet liegt unmittelbar östlich des Stadtteils Kleingemünd am rechten Talhang des Neckartals nördlich der Neckarsteinacher Straße direkt an der Landesgrenze zu Hessen. Es umfasst die Gewanne Im Kohläcker, Langenäcker und Klinge und gehört zum Naturraum Sandstein-Odenwald.

## Schutzzweck
Schutzzweck des Naturschutzgebietes ist laut Schutzgebietsverordnung
1. „die Erhaltung, Sicherung und Entwicklung eines naturraumtypischen, gut gegliederten  Landschaftsausschnitts des Neckartals mit Obstbaum-Wiesen, Baumgruppen, Feldgehölzen, Gebüschen, einer Trockenmauer und einem Traubeneichen-Hainbuchen-Wald
2. der extensiv genutzten Wiesen, Obstbäume, Baumgruppen, Hecken, Feldgehölze und Gebüsche der Trockenmauer und des Waldes, jeweils als landschaftsbildprägende Einzelbildungen und als Lebensräume der vorkommenden Populationen teilweise speziell angepasster, seltener und bestandsgefährdeter Tierarten [sowie]
3. der Offenlandlebensräume als wichtige Trittsteine im Biotopverbund.“[1]

## Zusammenhängende Schutzgebiete
Das Gebiet liegt im Landschaftsschutzgebiet Neckartal I-Kleiner Odenwald. Es liegt außerdem im Naturpark Neckartal-Odenwald.